# 제주특별자치도의 사찰 목록
제주특별자치도의 사찰 목록은 문화관광부의 2005년 5월 자 자료를 기본으로 하여 빠진 내용을 추가한 것들이다.
- 관음사 - 제주특별자치도 제주시 산록북로 660 (조계종)
- 극락사 - 제주특별자치도 서귀포시 태평로 328 (조계종)
- 극락사 - 제주특별자치도 제주시 한림읍 동명4길 20 (조계종)
- 금붕사 - 제주특별자치도 제주시 구좌읍 일주동로 3618-1 (태고종)
- 법화사 - 제주특별자치도 서귀포시 하원북로35번길 15-28 (조계종)
- 불탑사 - 제주특별자치도 제주시 원당로16길 41 (조계종)
- 선덕사 - 제주특별자치도 서귀포시 516로771번길 64 (조계종)
- 약천사 - 제주특별자치도 서귀포시 이어도로 293-28 (조계종)
- 우리절 - 제주특별자치도 제주시 애월읍 광령자종동길 62 (전법도량)
- 월성사 - 제주특별자치도 제주시 한경면 용고로 63 (조계종)
- 월정사 - 제주특별자치도 제주시 아연로 216-5 (선학원)
- 제석사 - 제주특별자치도 제주시 신성로10길 23 (조계종)
- 천왕사 - 제주특별자치도 제주시 1100로 2528-111 (조계종)

## 같이 보기
- 한국의 사찰 목록